# Grenada na Mistrzostwach Świata w Lekkoatletyce 2009
Grenada na Mistrzostwach Świata w Lekkoatletyce 2009 reprezentowana była przez 6 zawodników (3 kobiety i 3 mężczyzn). Żadnemu z nich nie udało się zdobyć medalu.

## Występy reprezentantów Grenady

### 200 m mężczyzn
- Joel Redhead - 45. miejsce w eliminacjach - 21,37s (nie awansował do ćwierćfinału)

### 400 m mężczyzn
- Rondell Bartholomew - 39. miejsce w eliminacjach - 46,85s (nie awansował do ćwierćfinału)

### 400 m kobiet
- Trish Bartholomew - 32. miejsce w eliminacjach - 54,89s (nie awansowała do ćwierćfinału)

### 800 m kobiet
- Neisha Bernard-Thomas - 28. miejsce w eliminacjach - 2:04,85 (nie awansowała do półfinału)

### skok w dal kobiet
- Patricia Sylvester - 36. miejsce w eliminacjach - 5.92m (nie awansowała do finału)

### trójskok mężczyzn
- Randy Lewis - 18. miejsce w eliminacjach - 16,73m (nie awansował do finału)

### trójskok kobiet
- Patricia Sylvester - 33. miejsce w eliminacjach - 13,22m (nie awansowała do finału)